# Pierre levée de Boisy
La pierre levée de Boisy, appelée aussi pierre levée de Bellevue est  un menhir situé à Bagneux, dans le département français de l'Indre.

## Historique
L'édifice est classé monument historique en 1889. Ludovic Martinet aurait pratiqué une fouille au pied du menhir mais sans résultat.

## Description
Le menhir est constitué d'un bloc de grès rougeâtre mesurant 2,50 m de haut pour une largeur à la base de 2,40 m et une épaisseur moyenne de 0,50 m. Il est fortement incliné vers le nord-ouest. Une pierre de calage émerge du sol côté nord-ouest.

## Folklore
Selon une légende, le menhir tourne sur lui-même quand l'angélus sonne en même temps aux trois clochers des communes de Bagneux, d'Anjouin et de Dun-le-Poëlier.